# دان دایکس
دان دایکس (انگلیسی: Don Dykes; ۸ ژوئن ۱۹۳۰ – ۲۵ اکتبر ۲۰۱۶) بازیکن فوتبال اهل بریتانیا بود.
از باشگاه‌هایی که در آن بازی کرده‌است می‌توان به باشگاه فوتبال لینکولن سیتی و باشگاه فوتبال بوستون یونایتد اشاره کرد.